# Gugao (köpinghuvudort i Kina, Jiangsu Sheng, lat 32,36, long 120,16)
Gugao är en köpinghuvudort i Kina. Den ligger i provinsen Jiangsu, i den östra delen av landet, omkring 130 kilometer öster om provinshuvudstaden Nanjing. Antalet invånare är 25 177. Befolkningen består av 12 946 kvinnor och 12 231 män. Barn under 15 år utgör 13,0 %, vuxna 15-64 år 68 %, och äldre över 65 år 18,0 %.
Runt Gugao är det tätbefolkat, med 849 invånare per kvadratkilometer. Närmaste större samhälle är Huangqiao, 15,2 km söder om Gugao. Trakten runt Gugao består till största delen av jordbruksmark.
Genomsnittlig årsnederbörd är 1 307 millimeter. Den regnigaste månaden är juli, med i genomsnitt 264 mm nederbörd, och den torraste är januari, med 34 mm nederbörd.